# Listă de filme britanice din 1991
Aceasta este o listă de filme britanice din 1991:

## Lista
| Titlu                      | Regizor           | Distribuție                                        | Gen              | Note                                                     |
| -------------------------- | ----------------- | -------------------------------------------------- | ---------------- | -------------------------------------------------------- |
| Afraid of the Dark         | Mark Peploe       | James Fox, Fanny Ardant                            | Drama            | Co-producție cu Franța                                   |
| American Friends           | Tristran Powell   | Michael Palin, Connie Booth, Trini Alvarado        | Comedy           |                                                          |
| The Ballad of the Sad Café | Simon Callow      | Vanessa Redgrave, Keith Carradine                  | Drama            | Entered into the 41st Berlin International Film Festival |
| Blonde Fist                | Frank Clarke      | Margi Clarke, Carroll Baker, Ken Hutchison         | Drama/sport      |                                                          |
| Buddy's Song               | Claude Whatham    | Roger Daltrey, Chesney Hawkes                      | Drama/comedy     |                                                          |
| Close My Eyes              | Stephen Poliakoff | Alan Rickman, Clive Owen, Saskia Reeves            | Drama            |                                                          |
| Edward II                  | Derek Jarman      | Steven Waddington, Kevin Collins, Andrew Tiernan   | Historical drama |                                                          |
| The Grass Arena            | Gillies MacKinnon | Pete Postlethwaite, Lynsey Baxter                  | Drama            |                                                          |
| Hear My Song               | Peter Chelsom     | Adrian Dunbar, Tara Fitzgerald, Ned Beatty         | Drama/comedy     | Based on the story of the Irish tenor Josef Locke        |
| Howling VI: The Freaks     | Hope Perello      | Brendan Hughes, Bruce Payne                        | Horror           |                                                          |
| Impromptu                  | James Lapine      | Judy Davis, Hugh Grant                             | Drama            |                                                          |
| Let Him Have It            | Peter Medak       | Christopher Eccleston, Tom Courtenay               | Crime            |                                                          |
| London Kills Me            | Hanif Kureishi    | Justin Chadwick, Steven Mackintosh                 | Comedy           |                                                          |
| The Pope Must Die          | Peter Richardson  | Robbie Coltrane, Adrian Edmondson, Annette Crosbie | Comedy           |                                                          |
| Prospero's Books           | Peter Greenaway   | John Gielgud, Michel Blanc, Erland Josephson       | Shakespearean    | Adaptation of The Tempest                                |
| Robin Hood                 | John Irvin        | Patrick Bergin, Uma Thurman, Jeroen Krabbé         | Adventure        |                                                          |
| Rock-A-Doodle              | Don Bluth         | Sorrell Booke, Glen Campbell, Sandy Duncan         | Family           |                                                          |
| Where Angels Fear to Tread | Charles Sturridge | Rupert Graves, Helen Mirren, Helena Bonham Carter  | Literary drama   | Based on the novel by E. M. Forster                      |
| Young Soul Rebels          | Isaac Julien      | Sophie Okonedo, Jason Durr, Frances Barber         | Drama            |                                                          |